# Långtjärnen (Mora socken, Dalarna, 675750-141533)
Långtjärnen är en sjö i Mora kommun i Dalarna och ingår i Dalälvens huvudavrinningsområde.